# Aivaras Abromavičius
Aivaras Abromavičius (em ucraniano:  Айварас Абромавичус, nascido no dia 21 de Janeiro de 1976 é um banqueiro de investimento e político ucraniano nascido na Lituânia. Ele foi Ministro da Economia e do Comércio da Ucrânia a partir de Dezembro de 2014 até à sua renuncia no dia 3 de Fevereiro de 2016. Ele não manteve o seu cargo no governo Groysman que foi instalado em 14 de Abril de 2016. Abromavičius foi Diretor-Geral da Ukroboronprom, a maior empresa da indústria de defesa da Ucrânia, de 31 de Agosto de 2019 a 6 de outubro de 2020.

## Biografia
Abromavičius nasceu na Lituânia, mas viveu na Estónia, Suécia, Estados Unidos e Rússia por muitos anos. Ele foi educado na Lituânia, mais tarde, obteve um BA em negócios internacionais pela Concordia International University Estonia e Concordia University Wisconsin. Ele começou a sua carreira em finanças em 1996 no Hansabank (Swedbank). Durante 2002-2014, ele foi coproprietário e estava no cerne da construção de uma empresa de investimentos com sede em Estocolmo, uma das maiores e mais conceituadas empresas de investimento da Europa Ocidental que investem na Europa Oriental.
Em 2004, Abromavičius casou-se com uma ucraniana de Donetsk e em 2008 eles estabeleceram-se em Kiev, onde os seus três filhos nasceram.
Após a revolução ucraniana de 2014, Abromavičius, um cidadão lituano, foi convidado para atuar como Ministro do Desenvolvimento Económico e Comércio da Ucrânia. O presidente ucraniano, Petro Poroshenko, concedeu a cidadania a Abromavičius, Natalie Jaresko e Alexander Kvitashvili em 2 de Dezembro de 2014, para que pudessem servir como ministros no Segundo Governo de Yatsenyuk. Abromavičius fala ucraniano,lituano, inglês e russo.
Ao longo de 1,5 anos, ele construiu e gerenciou a equipe mais forte e reformista de todo o governo. Sob sua liderança, foi lançado o Prozorro, Sistema Eletrônico de Aquisições Públicas, que recebeu vários prêmios e reconhecimentos internacionais e economizou bilhões de Hryvnia para contribuintes ucranianos. Ele também deu início a uma grande reforma da State Owned Enterprise que incluiu um processo de seleção de CEO totalmente novo e ajudou a formar um novo e primeiro Conselho de Administração verdadeiramente independente na Naftogaz. Ele também ajudou a iniciar um Better Regulation Delivery Office com substancial financiamento da UE para melhorar o clima de negócios na Ucrânia.  
Em 3 de Fevereiro de 2016, Abromavičius anunciou a sua renúncia, alegando que a principal razão era um conflito com Ihor Kononenko, que era o vice-chefe da facção parlamentar do Bloco de Petro Poroshenko. De acordo com o Abromavičius Kononenko estava a tentar nomear um novo deputado no ministério da economia para defender os seus próprios interesses. No mesmo dia, Kononenko afirmou que estava pronto para renunciar ao mandato parlamentar caso a sua facção o solicitasse. Abromavičius também afirmou que os políticos ucranianos insistiram que ele nomeou para as empresas estatais pessoas que ele não queria e resistiu às reformas económicas. Ele também mencionou que a corrupção na Ucrânia era muito forte e ele não estava disposto a servir de disfarce para a corrupção. Nove embaixadores ocidentais assinaram uma declaração (publicada no site oficial da Embaixada da Suécia) em 3 de Fevereiro de 2016, afirmando que estavam "profundamente dececionados com a renúncia" porque Abromavičius apresentou resultados reais de reforma para a Ucrânia. Ele foi finalmente dispensado do seu cargo quando o governo Groysman foi instalado em 14 de Abril de 2016.
Em 2019, Abromavičius voltou à arena política da Ucrânia, quando marcou reuniões para o candidato presidencial Volodymyr Zelensky. Em 12 de Junho de 2019, o presidente Zelensky nomeou Abromavičius para servir como membro do Conselho de Supervisão em Ukroboronprom. Em 31 de Agosto de 2019, os presidentes Zelensky nomearam Abromavičius como Diretor-Geral de Ukroboronprom. Ele foi demitido deste cargo (a seu próprio pedido) por um decreto dos presidentes Zelensky em 6 de Outubro de 2020.
Atualmente, Aivaras ocupa os cargos de Presidente do Conselho da Academia Ucraniana de Governança Corporativa, Membro Fundador do Global Blockchain Business Council, Presidente do Conselho de Desenvolvimento Riverside (Riga), Membro do Conselho do SUP (União de Empreendedores Ucranianos).
Abromavičius é um defensor da austeridade, defendendo "cortes radicais de gastos" , bem como a desregulamentação e a privatização.